# Iglesia de San Antonio Abad (Trigueros)
La parroquia de San Antonio Abad es un templo católico situado en la localidad de Trigueros. Su poderosa arquitectura y su amplio repertorio de imaginería y orfebrería hacen de este uno de los templos más interesantes de la provincia de Huelva.

## Historia
El diseño y estructura del templo se inspiran en los de la Real Parroquia de Santa Ana de Sevilla, levantada a finales del siglo XIII, lo que sitúa los orígenes del templo triguereño en el siglo XIV.
No constan intervenciones en el templo desde finales del siglo XVIII hasta 1969. El terremoto de febrero de este año obligó a unas obras de restauración dirigidas por Rafael Manzano y Alfonso Jiménez en su primera fase y Antonio Luis Ampliato y José María Jiménez en la segunda.

## Descripción

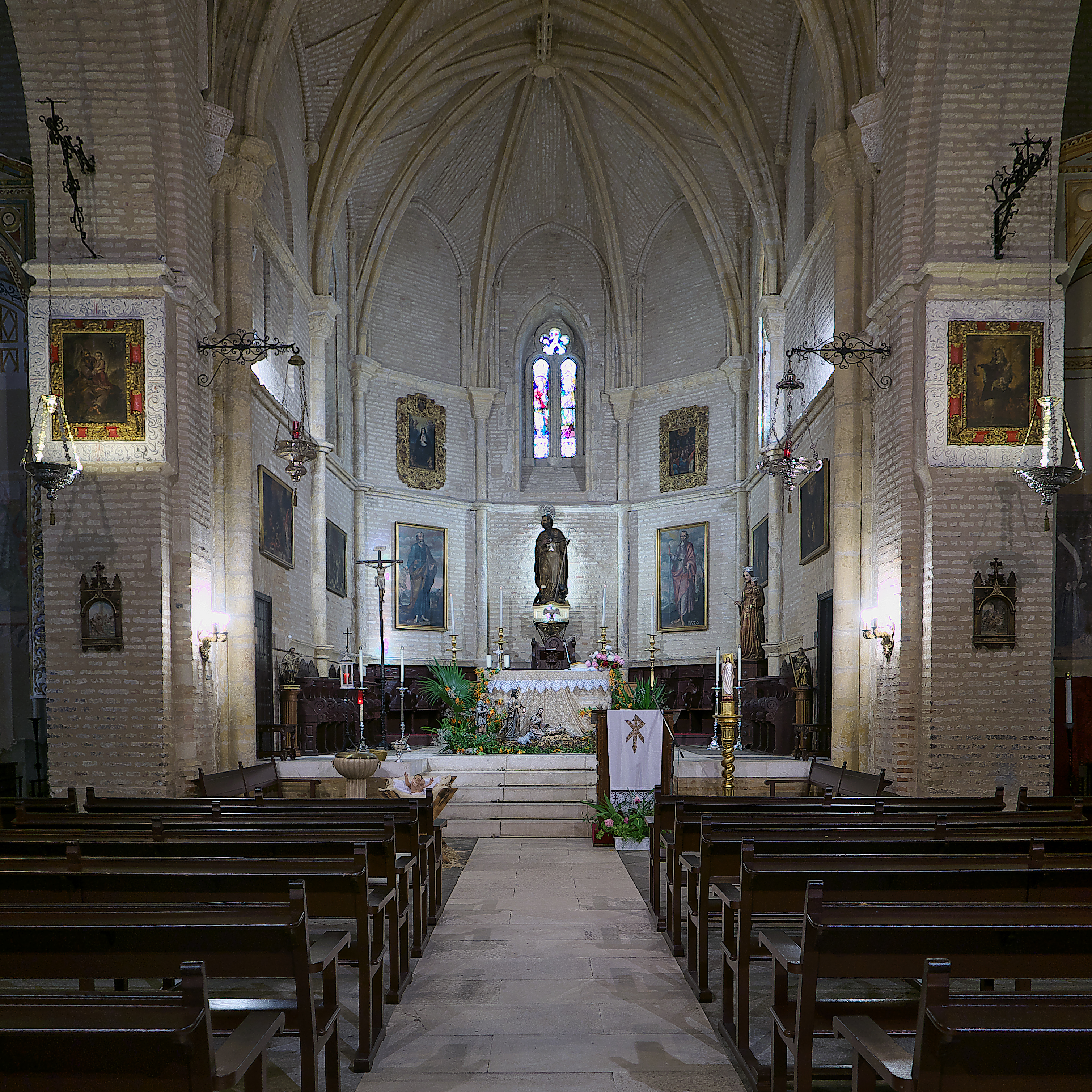
Capilla mayor.

Del exterior del templo llama la atención su aspecto fortificado, con torreones y una terraza almenada recorrida por un pasillo de ronda. Del buque del templo sobresalen las capillas en laterales, cuyas cúpulas se adornan con cubiertas de azulejería.
La fachada principal fue trazada por Tomás Botani con un desarrollo marcadamente horizontal. Sus dos cuerpos se dividen en tres calles de semejante anchura por medio de pilastras, completándose el inferior con dos calles laterales más estrechas a modo de estribos. Se abren en él dos puertas adinteladas, contando con una más en el centro que está cegada. El ático es una espadaña con vano de medio punto y frontón triangular partido sobre dobles pilastras.
El interior presenta planta basilical con tres naves, la central más ancha que las laterales, divididas en tres tramos. Se cubren con bóveda de crucería sexpartita, con espinazo que recuerda el probable origen burgalés de los canteros que levantaron en templo sevillano de Santa Ana en el que se inspira. Estas bóvedas se adornan con dientes de sierra y puntas en algunos de sus nervios, dragones que arrojan fuego por sus fauces y colgantes con forma de piña o de cabeza en las claves. Dividen las naves arcos apuntados sobre pilares de ladrillo con ménsulas de las que arrancan los nervios de las bóvedas. En las laterales sorprenden unos balconcillos abiertos a las naves a lo que se accede por unos pasadizos abiertos en el interior de los muros.

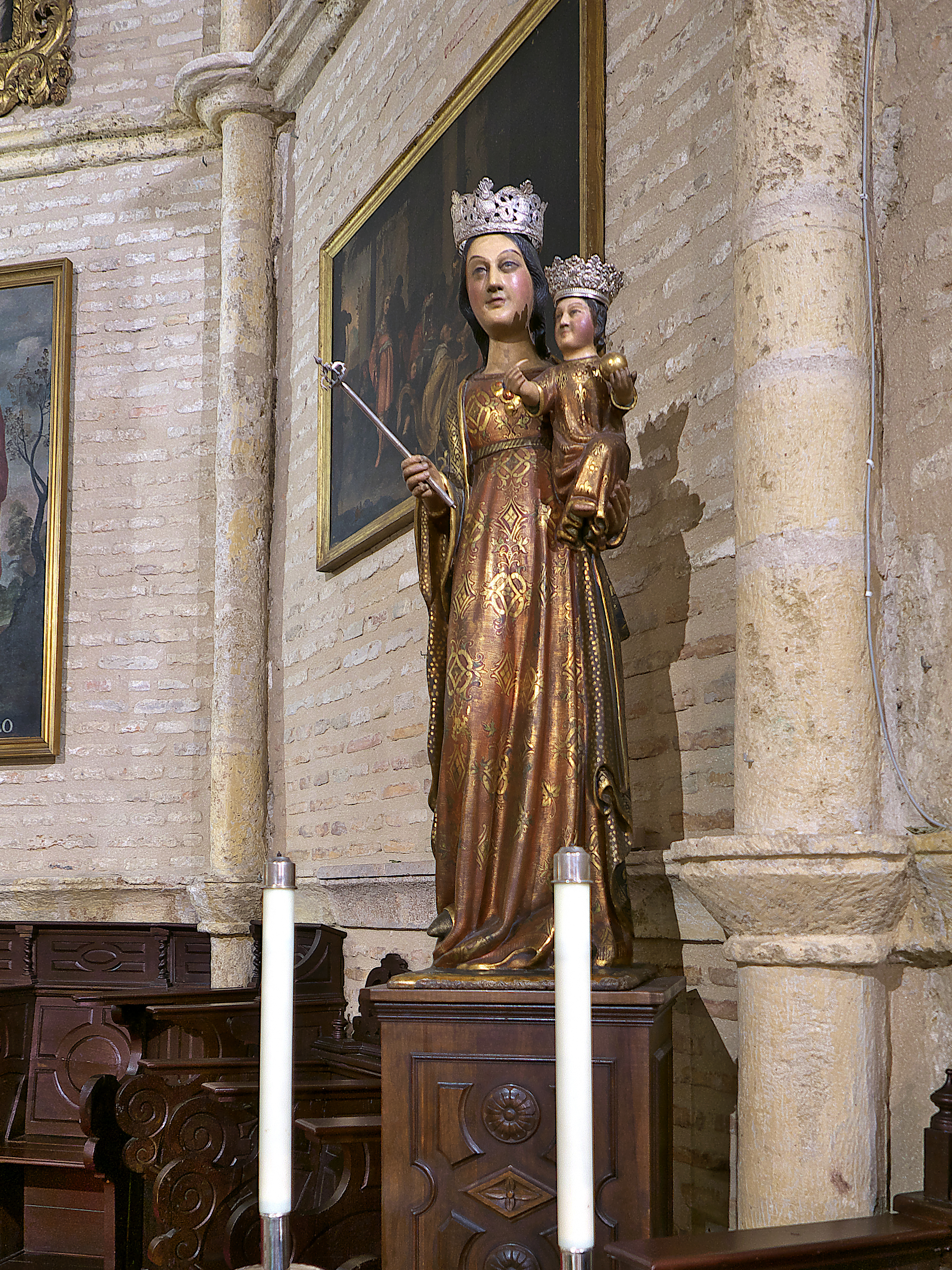
Virgen de la Candelaria.

La capilla mayor se divide en dos tramos, rectangular el primero y poligonal el del ábside. Está presidida por la imagen de San Antonio Abad, patrón de la localidad. Ya en el siglo XVI se veneraba en la capilla del Hospital de Santa Brígida y su estética remite a la obra de Berruguete. El nimbo de plata que lleva es de procedencia novohispana, fechado en 1789. Sobre pedestales repartidos por el presbiterio puede verse también un San Diego de Alcalá y un San Juan Nepomuceno de finales del XVIII y la Virgen de la Candelaria, que originaria del siglo XIV es probablemente la imagen más antigua de la localidad.
La ausencia de retablo es suplida por una amplia colección de pinturas. Cuatro lienzos de estilo popular de la segunda mitad del siglo XVIII plasman los temas de la Anunciación, los Desposorios, la Adoración de los Pastores y la Adoración de los Magos. Del mismo siglo los de San Pedro y San Pablo que escoltan la imagen del titular. Sobre ellos, una Virgen de los Dolores con rico marco de hojarasca, flores y aves qué hace pareja con el de Pentecostés, pintado por Juan Hernández Bras en 1635.
Las cabeceras de las naves laterales se arrebatan por testero plano y en ellas figuran sendos templetes de estuco cubiertos con bóveda de cañón de decoración geométrica de estética renacentista. El de la nave del Evangelio está dedicado a San Pedro y presidido por una imagen policromada del santo datable en la primera mitad del siglo XVII. El templete de la nave de la Epístola está presidido por una pintura mural de Santa Catalina con dos donantes a sus pies. El vestuario representado sugiere el siglo XV cómo fecha de ejecución. A sus pies hay una Asunción del círculo de Duque Cornejo procedente del Colegio de Santa Catalina.
A las capillas laterales se accede por arcos de medio punto. Todas ellas se cubren con bóveda elíptica con linterna, salvo la de los pies de la nave de la Epístola que se encuentra en la base de la torre. Está dedicada a las Ánimas, con un gran lienzo en un retablo marco rococó del siglo XVIII. Pero son muchas las obras de arte que custodia esta capilla. Flanquean su entrada las imágenes de San Juan Evangelista y San Blas, junto al arco que corona la pintura de Jesús con la Samaritana de escuela sevillana del siglo XIX. Dos pequeñas santas carmelitas proceden de la cercana Iglesia del Carmen. Encuentra en este ámbito la custodia procesional de madera dorada fechada en 1851.
La Capilla Sacramental presenta un retablo tallado por Enrique Gómez del Castillo con relieves de Antonio León Ortega. Fue bendecido el 9 de septiembre de 1949 y tiene su hornacina central un Sagrado Corazón de escuela valenciana. El sagrario fue realizado por Cayetano González en 1956, integrando una puerta con la representación del Buen Pastor datable en el siglo XVIII. Escoltan este retablo un niño Jesús y un San Juanito deudores del estilo de los Ribas. La capilla se completa con un Cristo Nazareno de hacia 1700 y las pinturas de San Pablo, de la misma fecha, los Desposorios Místicos de Santa Catalina de finales del XVI o una copia del Niño de la Faja de Murillo. La lámpara de plata tiene el punzón de Gargallo, de finales del siglo XVIII.

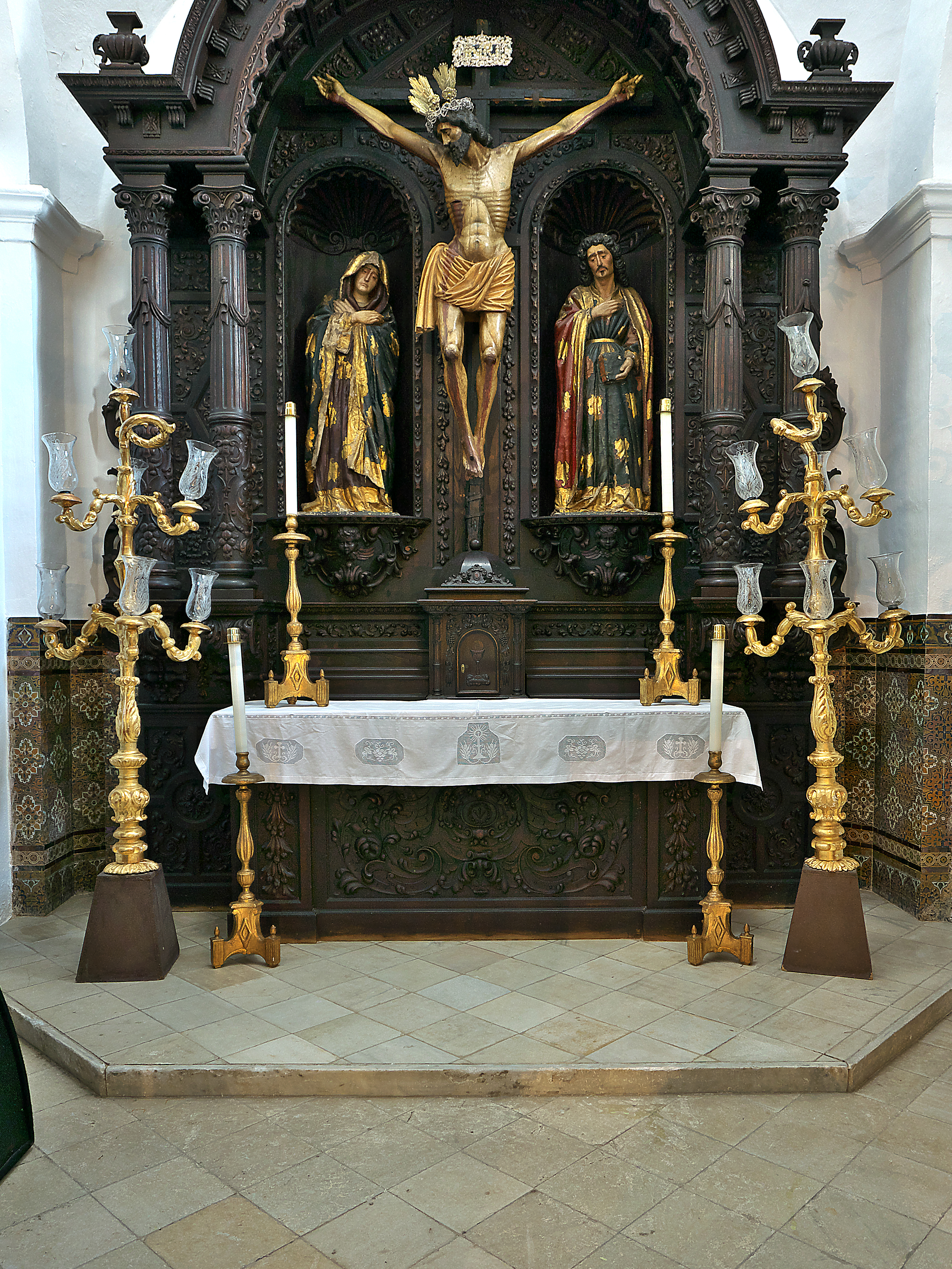
Retablo del Cristo de los Remedios.

La antigua capilla sacramental se dedica hoy al Cristo de los Remedios. Su arco de entrada se adorna con pinturas murales de la segunda mitad del siglo XVIII qué aluden a la Inmaculada y la Eucaristía. En su clave hay un lienzo contemporáneo del apóstol San Felipe. El ámbito está presidido por el retablo del Cristo de los Remedios, de madera en su color, realizado en 1940 por Juan Olié. Lo ocupa un crucificado de origen desconocido y gran devoción en la localidad escoltado por la Dolorosa y San Juan, imágenes fechadas en 1468. En una hornacina recibe culto la Virgen del Rosario, imagen del siglo XVI con valiosa orfebrería decimonónica. Frente a ella, en otra hornacina, el grupo escultórico de la aparición de la Virgen del Pilar a Santiago, fechable en la segunda mitad del siglo XIX.
La capilla de la Virgen de Fátima tiene el retablo de Miguel Hierro instalado en 1956. Lo preside un San José de la órbita de Pedro Roldán, tradicionalmente identificado con una imagen labrada en 1760 para el Colegio de Santa Catalina. Su juego de atributos de plata es del siglo XVIII. En una repisa del retablo hay un San Patricio de la misma época. El Crucificado de las Ánimas del muro lateral nos recuerda a la obra de Roque Balduque, lo que lo fecharía en el segundo tercio del siglo XVI. Hay además pinturas de la Inmaculada, un San José con el Niño del siglo XVII y un San Diego de Alcalá de la misma fecha.
El retardo de la Inmaculada es una obra barroca anónimo del tercer cuarto del siglo XVIII, época a la que pertenece la imagen de la titular. En las calles laterales, separadas por estípites, están las pequeñas imágenes de los arcángeles Rafael y Miguel.
Diseminadas por las naves hay esculturas de enorme calidad. La pálida y hierática santa Catalina es una obra hispanoflamenca del primer tercio del siglo XVI. A su lado, una mucho más jovial Santa Bárbara, obra documentada de Pedro Duque Cornejo en 1716. Los santos de la peste, San Roque y San Sebastián, escoltan la puerta de la sacristía plasmados en sendas tallas de finales del siglo XVI. Junto a los pilares del primer tramo de la nave central, procedentes del Colegio de Santa Catalina, están San Ignacio y San Francisco Javier, piezas del círculo de Juan de Mesa.
También es notable la cantidad de lienzos que jalonan las naves. De hacia 1700 es un San Jerónimo penitente mientras que la tabla de la Trinidad situada junto a la puerta de la nave del Evangelio debió pertenecer a un retablo de la segunda mitad del XVIII. Sobre la puerta de la Sombra hay un Cristo Atado a la Columna del siglo XVIII, muy cerca de una piedad de principios del anterior. Un Cristo Redentor es del siglo XVI. El lienzo de Santa Marina sobre la puerta de la nave del Evangelio copia el conocido modelo de Zurbarán. El retablo de la Inmaculada hay un Crucificado tenebrista de la segunda mitad del XVII. El Cristo de la Humildad que corona el retablo de la Inmaculada es del siglo XVIII, mientras que una Anunciación cercana, pese a su aire murillesco, es del XIX. Una visión tenebrista de San Antonio del siglo XVII y un San Isidro madrileño de inicios del XIX flanquean la versión de Pedro Gómez de la Anunciación de Murillo. De los pilares que separan las naves cuelgan un San Francisco de Borja, una Dolorosa y una Aparición de la Virgen a San Cayetano, todos dieciochescos.
La colección de platería abarca piezas que se remontan al siglo XVI, con un cetro de decoración de candelieri renacentista. El repertorio más abundante es el del siglo XVIII, con unas crismeras de Juan Laureano de Pina y cruz parroquial, cruz de altar y una lámpara de plata con el sello de Manuel Guerrero. Del mismo siglo son los platillos petitorios del Hospital de la Misericordia, la Hermandad de la Vera Cruz y San Antonio Abad o el ostensorio rococó con un sol sostenido por un ángel atlante. También hay obras modernas de calidad, como el relicario del santo titular labrado por Manuel Seco Velasco en 1992.
También cuenta la parroquia con bordados de calidad, como la casulla negra y roja, el simpecado dieciochesco del Rosario o el estandarte de la Hermandad de Jesús y María, con el corazón de la Virgen atravesado por siete puñales.